# Bronko Nagurski Trophy
Il Bronko Nagurski Trophy viene assegnato annualmente dal 1993 al miglior difensore di football americano a livello universitario e viene votato dai membri della Football Writers Association of America (FWAA); il premio viene presentato dal Charlotte Touchdown Club e dalla FWAA. Deve il suo nome a Bronko Nagurski, che giocò a football alla University of Minnesota e con i Chicago Bears.

## Albo d'oro
| Anno | Vincitore         | Istituto       |
| ---- | ----------------- | -------------- |
| 1993 | Rob Waldrop       | Arizona        |
| 1994 | Warren Sapp       | Miami (Fla.)   |
| 1995 | Pat Fitzgerald    | Northwestern   |
| 1996 | Pat Fitzgerald    | Northwestern   |
| 1997 | Charles Woodson   | Michigan       |
| 1998 | Champ Bailey      | Georgia        |
| 1999 | Corey Moore       | Virginia Tech  |
| 2000 | Dan Morgan        | Miami (Fla.)   |
| 2001 | Roy Williams      | Oklahoma       |
| 2002 | Terrell Suggs     | Arizona State  |
| 2003 | Derrick Strait    | Oklahoma       |
| 2004 | Derrick Johnson   | Texas          |
| 2005 | Elvis Dumervil    | Louisville     |
| 2006 | James Laurinaitis | Ohio State     |
| 2007 | Glenn Dorsey      | LSU            |
| 2008 | Brian Orakpo      | Texas          |
| 2009 | Ndamukong Suh     | Nebraska       |
| 2010 | Da'Quan Bowers    | Clemson        |
| 2011 | Luke Kuechly      | Boston College |
| 2012 | Manti Te'o        | Notre Dame     |
| 2013 | Aaron Donald      | Pittsburgh     |
| 2014 | Scooby Wright III | Arizona        |
| 2015 | Tyler Matakevich  | Temple         |
| 2016 | Jonathan Allen    | Alabama        |
| 2017 | Bradley Chubb     | NC State       |
| 2018 | Josh Allen        | Kentucky       |
| 2019 | Chase Young       | Ohio State     |
| 2020 | Zaven Collins     | Tulsa          |
| 2021 | Will Anderson Jr. | Alabama        |
| 2022 | Will Anderson Jr. | Alabama        |
| 2023 | Xavier Watts      | Notre Dame     |
| 2024 | Kyle Kennard      | South Carolina |

## Vincitori per istituto
| College        | Vittorie |
| -------------- | -------- |
| Alabama        | 3        |
| Miami (Fla.)   | 2        |
| Texas          | 2        |
| Northwestern   | 2        |
| Ohio State     | 2        |
| Oklahoma       | 2        |
| Arizona        | 2        |
| Notre Dame     | 2        |
| Arizona State  | 1        |
| Boston College | 1        |
| Clemson        | 1        |
| Georgia        | 1        |
| Kentucky       | 1        |
| Louisville     | 1        |
| LSU            | 1        |
| Michigan       | 1        |
| NC State       | 1        |
| Nebraska       | 1        |
| Pittsburgh     | 1        |
| Temple         | 1        |
| Tulsa          | 1        |
| Virginia Tech  | 1        |
| South Carolina | 1        |

## Collegamenti
- Sito ufficiale, su touchdownclub.com.